# Comté au Royaume-Uni
 (décembre 2006).
Améliorez-le ou discutez des points à vérifier. 
Le comté (en anglais : county) désigne, au Royaume-Uni, le plus haut niveau d'administration locale. De nos jours, à la suite de l'évolution de leurs statuts au cours de l'histoire, on en distingue plusieurs types selon les époques et les régions.

## Types de comtés britanniques

### En Angleterre
- Comté métropolitain
- Comté non métropolitain
- Comté métropolitain et comté non métropolitain
- Comté cérémoniel d'Angleterre
- Comté traditionnel d'Angleterre

### En Écosse
- Comté d'Écosse
- Régions de lieutenance d'Écosse

### Au pays de Galles
- Comté historique du pays de Galles
- Comté préservé du pays de Galles

### En Irlande
Un comté (en irlandais : contae ; en scots d'Ulster : coontie) est une subdivision administrative. Il existe 32 comtés traditionnels en Irlande, répartis en quatre provinces : Ulster, Connacht, Munster et Leinster. Deux sous-ensembles sont à distinguer.

#### Irlande du Nord
Six comtés, situés en Ulster, forment l'Irlande du Nord, une des quatre nations constitutives du Royaume-Uni.

#### Irlande du Sud
26 comtés font partie de l'État d'Irlande indépendant, hors du Royaume-Uni depuis le début du XXe siècle.

## Historique
Les premiers comtés furent créés au XIIe siècle, peu après la conquête normande, afin de remplacer les shires qui étaient alors les circonscriptions administratives constituées par les Anglo-Saxons. 
Cette transition avait pour but de placer ces territoires, jugés jusqu'ici trop indépendants, sous le contrôle du pouvoir central.